# Lappula popovii
Lappula popovii är en strävbladig växtart som beskrevs av Zlakirov. Lappula popovii ingår i släktet piggfrön, och familjen strävbladiga växter. Inga underarter finns listade i Catalogue of Life.